# O Gran Camiño
El O Gran Camiño es una carrera ciclista por etapas que se disputa en España, en la comunidad autónoma de Galicia, desde el año 2022.
Desde su creación, la carrera forma parte del UCI Europe Tour dentro de la categoría 2.1.

## Palmarés
| Año  | Ganador            | Segundo          | Tercero         |
| ---- | ------------------ | ---------------- | --------------- |
| 2022 | Alejandro Valverde | Michael Woods    | Mark Padun      |
| 2023 | Jonas Vingegaard   | Jesús Herrada    | Ruben Guerreiro |
| 2024 | Jonas Vingegaard   | Lenny Martinez   | Egan Bernal     |
| 2025 | Derek Gee          | Davide Piganzoli | Magnus Cort     |

## Palmarés por países
| País      | Victorias |
| --------- | --------- |
| Dinamarca | 2         |
| España    | 1         |
| Canadá    | 1         |